# Leonard Fournette
Leonard Fournette III (New Orleans, 18 gennaio 1995) è un giocatore di football americano statunitense che milita nel ruolo di running back per i Buffalo Bills della National Football League (NFL).

## Carriera universitaria
Fournette al college giocò a football a LSU dal 2014 al 2016.  Si unì alla squadra dopo una carriera di successo alla St. Augustine High School di New Orleans, dove aveva vinto il titolo di giocatore offensivo dell'anno delle scuole superiori, venendo giudicato il miglior prospetto in uscita da ESPN, 247Sports.com e CBS Sports. Nel 2015, Fournette fu premiato come All-American dopo avere stabilito un record scolastico con 1.953 yard corse e 22 touchdown, guidando la nazione con 162,8 yard corse a partita. Diversi esperti lo giudicarono il miglior giocatore nel college football, paragonandolo all'ex stella Herschel Walker. Nell'ultima stagione, Fournette era considerato uno dei favoriti per la vittoria dell'Heisman Trophy ma a causa degli infortuni riuscì a disputare solamente sette partite, in cui segnò comunque 8 touchdown su corsa.

## Carriera professionistica

### Jacksonville Jaguars
Il 27 aprile 2017 Fournette fu scelto come quarto assoluto nel Draft NFL 2017 dai Jacksonville Jaguars, il primo running back selezionato. Debuttò come professionista partendo come titolare nella gara del primo turno vinta contro gli Houston Texans correndo 100 yard e segnando un touchdown su corsa. Il 9 ottobre, nella vittoria a sorpresa in casa dei Pittsburgh Steelers, andò a segno per la quinta gara consecutiva, terminando con 181 yard corse, di cui 90 nella corsa del suo secondo touchdown con cui suggellò la partita e che fu la più lunga corsa dell'anno di tutta la NFL. Per quella prestazione fu premiato come running back della settimana. Sette giorni dopo, con 130 yard corse e una marcatura contro i Los Angeles Rams, divenne il secondo rookie della storia a segnare in tutte le prime sei gare in carriera.
Fournette fu costretto a saltare la gara dell'ottavo turno per infortunio mentre nella successiva fu escluso dalla partita per avere violato una regola interna della squadra. Tornò a superare le cento yard corse nella vittoria sui Cleveland Browns dell'undicesimo turno. Il 14 gennaio 2018, nella gara del divisional round dei playoff, guidò la squadra con 109 yard corse e 3 touchdown nella vittoria 45-42 sui Pittsburgh Steelers che riportò i Jaguars in finale di conference per la prima volta dal 1999. La stagione si chiuse con la sconfitta contro i New England Patriots campioni in carica.
Nel quarto turno della stagione 2019 Fournette corse un record in carriera di 225 yard, il massimo per un giocatore dei Jaguars dal 2000 e il massimo per un giocatore della NFL in quell'annata. La sua stagione si chiuse con 1.152 yard corse e 3 touchdown.
Il 31 agosto 2020 Fournette fu svincolato dopo tre stagioni dai Jaguars.

### Tampa Bay Buccaneers
Il 2 settembre 2020 Fournette firmò un contratto di un anno con i Tampa Bay Buccaneers. I primi due touchdown con la nuova maglia li segnò nella vittoria del secondo turno contro i Panthers in cui terminò con 104 yard corse. Nel divisional round dei playoff guadagnò 107 yard dalla linea di scrimmage (63 corse e 44 ricevute) e segnò un touchdown su ricezione nella vittoria in casa dei New Orleans Saints. Andò a segno su corsa anche la settimana successiva nella finale della NFC vinta contro i Green Bay Packers numero 1 del tabellone che qualificò i Buccaneers al Super Bowl LV. Il 7 febbraio 2021 contro i Kansas City Chiefs campioni in carica Fournette guidò i Bucs con 89 yard corse, incluso un touchdown da 27 yard, nella vittoria per 31-9, conquistando il suo primo titolo.
Il 26 marzo 2021 Fournette rinnovò con i Buccaneers per un altro anno e un valore di 4 milioni di dollari. Nel dodicesimo turno disputò quella che fu, fino a quel momento, la miglior prova della sua carriera correndo 100 yard e segnando 4 touchdown (3 su corsa e uno su ricezione), venendo premiato come giocatore offensivo della NFC della settimana. La sua stagione si chiuse con 812 yard corse, 8 touchdown su corsa e 2 su ricezione.
Il 22 marzo 2022 Fournette firmò un rinnovo triennale con i Buccaneers del valore di 21 milioni di dollari. Aprì la stagione con 109 yard corse nella vittoria sui Dallas Cowboys. Nella settimana 5 ricevette un record in carriera di 10 passaggi, chiudendo con 83 yard ricevute, 56 corse e 2 touchdown (uno su corsa e uno su ricezione) nella vittoria sugli Atlanta Falcons. La sua stagione si chiuse con 668 yard corse e 6 touchdown totali (3 su corsa e 3 su ricezione).
Il 17 marzo 2023 Fournette fu svincolato dai Buccaneers.

### Buffalo Bills
Il 30 ottobre 2023 Fournette firmó con la squadra di allenamento dei Buffalo Bills.

## Palmarès

### Franchigia
- Super Bowl : 1

Tampa Bay Buccaneers: LV
- National Football Conference Championship: 1

Tampa Bay Buccaneers: 2020

### Individuale
- Giocatore offensivo della NFC della settimana: 1

12ª del 2021
- Running back della settimana: 1

5ª del 2017